# Kåtatjärnen (Stensele socken, Lappland)
Kåtatjärnen är en sjö i Storumans kommun i Lappland och ingår i Umeälvens huvudavrinningsområde. Sjön har en area på 0,101 kvadratkilometer och ligger 724,2 meter över havet. Kåtatjärnen ligger i Vindelfjällen Natura 2000-område.

## Delavrinningsområde
Kåtatjärnen ingår i det delavrinningsområde (727063-151624) som SMHI kallar för Mynnar i Kirjesån. Medelhöjden är 692 meter över havet och ytan är 43,77 kvadratkilometer. Det finns inga avrinningsområden uppströms utan avrinningsområdet är högsta punkten. Fasnekbäcken som avvattnar avrinningsområdet har biflödesordning 3, vilket innebär att vattnet flödar genom totalt 3 vattendrag innan det når havet efter 325 kilometer. Avrinningsområdet består mestadels av skog (82 procent) och sankmarker (11 procent). Avrinningsområdet har 1,1 kvadratkilometer vattenytor vilket ger det en sjöprocent på 2,5 procent.